# 1984 (album van Van Halen)
1984 (op de hoes staat de titel in Romeinse cijfers vermeld als MCMLXXXIV) is het zesde album van rockband Van Halen. Het album is genoemd naar het productiejaar. De meest succesvolle single van het album is "Jump".
Op 1984 speelt Eddie Van Halen veel meer keyboard dan op de vorige albums van de band. Het album is in 1983 opgenomen in zijn thuisstudio 5150 in Hollywood. Na dit album heeft zanger David Lee Roth de band verlaten.
Op de albumhoes staat een cherubijn afgebeeld met een sigaret in zijn hand. In het Verenigd Koninkrijk werd over deze sigaret een sticker geplakt in het kader van een anti-rookcampagne.
Op het album werd de Oberheim OB-X synthesizer gebruikt.

## Nummers
1. "1984" – 1:07
2. "Jump" – 4:04
3. "Panama" – 3:32
4. "Top Jimmy" – 2:59
5. "Drop Dead Legs" – 4:14
6. "Hot for Teacher" – 4:42
7. "I'll Wait" – 4:41
8. "Girl Gone Bad" – 4:35
9. "House of Pain" – 3:19